# Karel Zrůbek
Karel Zrůbek (20. listopadu 1919 – 7. prosince 1996) byl český judista.

## Biografie

### Judo
Karel Zrůbek byl jedním ze zakladatelů moderního juda v Československu[zdroj⁠?!], závodník a propagátor bojového sportu. Vítěz prvního národního mistrovství v judu (1940) ve váze do 60 kg i v absolutní kategorii bez rozdílu vah - titul "Nejlepší mistr judo". Nositel 7. DANu Karel Zrůbek jako závodník a později jako trenér, rozhodčí, zkušební komisař a metodik po celý život dál předával umění, kterému se naučil od japonských mistrů. Významně přispěl k oblibě tohoto sportu i ke zvýšení kvality bojových technik v Československu.

### Jiné aktivity
V profesním životě se věnoval fotografii a filmu, zejména jako scenárista a režisér animovaných a krátkých filmů a reklamy. Jako kameraman zachytil dramatické okamžiky bojů v Praze při osvobození republiky v roce 1945. Byl zakladatelem a prvním režisérem televizního pořadu Branky, body, vteřiny ve sportovní redakci Československé televize. Zabýval se také jevištní magií a jako úspěšný lektor kurzů kouzel a společenské zábavy se stal v roce 1956 zakladatelem a prvním předsedou KIM klubu kouzelníků v Praze. V padesátých letech 20. století byl jako osoba nepohodlná totalitnímu režimu vězněn v Jáchymově.[zdroj?]

## Dílo

### Knižní vydání
- Judo, technika chvatů v postoji, V. Lorenz (7. DAN), K. Zrůbek (7. DAN), Olympia Praha 1991
- Sebeobrana pro každého, Karel Zrůbek, Sportovní a turistické nakladatelství, 1966

### Televizní režie
- Kouzelník Mařenka (animovaný seriál, 1982)
- Naschválníčci (animovaný seriál, 1985, námět František Nepil, hrají Jiřina Bohdalová, Vlastimil Brodský)